# Sarduri II
Sarduri II (... – 735 a.C.) è stato un re armeno, re di Urartu. Durante il suo dominio la civiltà di Urartu raggiunse il suo massimo splendore. Egli succedette sul trono al padre Argishti I.

## Biografia
Nelle sue campagne contro gli Assiri conquistò Aleppo facendo perdere alla civiltà assira il suo sbocco naturale verso il Mar Mediterraneo. Sarduri II penetrò in territorio assiro fino a raggiungere la sua capitale, Ninive. Portò all'annessione del territorio appartenente all'Anatolia ad occidente, soprattutto Kummuhu, e organizzò delle campagne militari di conquista verso la Siria settentrionale e la Cilicia. 
Sarduri lasciò anche testimonianza delle sue imprese, in due steli, una trovata in due ampie nicchie all'interno del tempio della fortezza settentrionale di Tushpa, contenente informazioni sugli eventi intercorsi durante il suo regno, mentre l'altra è scomparsa da lungo tempo. Steli similari sono state trovate nel sito archeologico di Ispuini e in quello di Sardurihinili (Cavustepe). Il regno di Sarduri II portò grande prosperità e ricchezza e ne sono testimonianza le meraviglie della fortezza di Sarurihinili (l'attuale Cavustepe) che mostrano l'alto livello a cui era giunta l'architettura della civiltà di Urartu. 
Sarduri II fu così sicuro della sua potenza che fece erigere un muro monumentale a Tushpa (Van) con la seguente iscrizione:
"il magnifico re, il potente re, re dell'universo, re della terra di Nairi, un re che non ha eguali, un guardiano che fa meraviglia, che non teme la battaglia, che umiliò coloro che non si sottomisero alla sua autorità."
Sotto il regno del sovrano assiro Tiglat-Pileser III, la situazione cambiò a sfavore del regno di Urartu. La ripresa della potenza militare degli Assiri si fa sentire quando il nuovo sovrano riconquista la Siria settentrionale, ma non penetra entro i confini di Urartu fino al 735 a.C., quando l'invasione assirà arriverà sino alla capitale urartea di Tushpa, mettendola sotto assedio. Il colpo inferto al regno di Sarduri è fortissimo, e il sovrano di Urartu trascorrerà il resto della vita a cercare di riconquistare i territori conquistati da suo padre in precedenza.
Sarduri II ebbe come successore al trono Rusas I.